# Ел Мастранзо, Фраксионамијенто Ломас де Санта Ана (Алдама)
Ел Мастранзо, Фраксионамијенто Ломас де Санта Ана (шп. El Mastranzo, Fraccionamiento Lomas de Santa Ana) насеље је у Мексику у савезној држави Чивава у општини Алдама. Насеље се налази на надморској висини од 1318 м.

## Становништво
Према подацима из 2010. године у насељу је живело 104 становника.

### Хронологија
| Година       | 2000 | 2005 | 2010 |
| ------------ | ---- | ---- | ---- |
| Становништво | 98   | 132  | 104  |

### Попис
| # | Индикатор                     | Вредност |
| - | ----------------------------- | -------- |
| 1 | Укупно домаћинстава           | 8        |
| 2 | Укупно насељених домаћинстава | 2        |
| 3 | Величина локације             | 1        |